# X + YY – Formel des Bösen
X + YY – Formel des Bösen ist ein deutscher Kriminal- und Exploitationfilm aus dem Jahre 1969.

## Handlung
Um der anschließend einsetzenden Handlung einen glaubwürdigen und seriösen Anstrich zu geben, beginnt der Film mit einem Wissenschaftler, der unter dem Mikroskop ein zappeliges „Würmchen“, ein Chromosom, beobachtet, um anschließend in die Materie einzuführen und über die Triebdeformation eines Menschen zu informieren. Unter dieser Chromosommissbildung XYY leidet der Playboy Red Mitchell, der von einer Barbesitzerin seines Alters ausgehalten wird. Nachts streift er, von innerer Unruhe getrieben, durch die Straßen der Stadt. Als ihn ein Mädchen versehentlich anstößt, wird in ihm der fürchterliche Trieb ausgelöst, zu töten. Die Unglückliche wird von ihm in dem Toilettenraum des Nachtclubs erdrosselt.
Fortan ist Mitchell auf der Pirsch: nach noch mehr (und bevorzugt: blonde) Mädchen, an denen er seine krankhaften Triebe, den Wunsch zu töten, ausleben kann. Vorzugsweise sind es junge, hübsche Girls mit Modelmaßen, die zu seinen Opfern werden, nachdem er sie mit seinem Röntgenblick in seiner Phantasie nackt gesehen hat und dann ganz real auszieht, um sie bevorzugt an oder im Wasser zu ermorden. Bald aber hinterlässt er Spuren, und ein listiger Kommissar, der von dessen chromosombedingter Triebhaftigkeit ahnt, kommt Mitchell auf die Spur. Schließlich wird der Triebtäter gefasst und kommt in Sicherungsverwahrung.

## Produktionsnotizen
X + YY – Formel des Bösen, auch geführt unter dem Alternativtitel X + YY – nackt sind seine Opfer, entstand 1969 in München und im jugoslawischen Budva und wurde in Deutschland am 16. Januar 1970 uraufgeführt.

## Wissenswertes
Der ominöse und kaum bekannte Film gilt als veritables Phantom im bundesrepublikanischen Filmschaffen. Er verschwand kurz nach seiner Uraufführung aus den Kinos und wurde seitdem weder je im Fernsehen gezeigt noch als VHS-Kassette oder DVD herausgebracht. Für den deutschen Regisseur Teja Piegeler (1942–2003), eigentlich ein in mehreren, unterschiedlichen Disziplinen arbeitender Künstler, war dies die einzige abendfüllende Kinofilmregie. Ihm zur Seite stand mit dem Serben Pavel Jocic ein komplett unbekannter jugoslawischer Co-Regisseur.
Für die Hauptrolle des gestörten Mädchenmörders brachte Jocic den populären jugoslawischen Filmschauspieler Ljubiša Samardžić (1936–2017) aus Belgrad nach München mit, der wohl wegen der leichteren Aussprache in Deutschland auf den Kinoplakaten und im Vorspann als „Luba Samardy“ angekündigt wurde. Auf deutscher Seite waren vor allem Altstar Albert Hehn und die 35-jährige Kai Fischer bekannt. In Gastrollen sah man die beiden jugoslawischen Bundesliga-Importe Petar Radenković und Tschik Cajkovski sowie den deutschen Torwart Wolfgang Fahrian.

## Kritik
Das Lexikon des Internationalen Films nannte den Streifen ein „Billigfilmchen, das seiner Blutrauschgeschichte ein fadenscheiniges wissenschaftliches Mäntelchen umhängt“.
Der Evangelische Filmbeobachter sah in dem Film „lediglich eine Aufzählung detailreicher Verbrechen, stümperhaft und ohne den geringsten Wert“.